# マジヨハン
マジヨハン (Majiyohan, Majayahan, Mijayahan, Manja-Yihan, Majiyahan) は、ソマリア連邦のプントランドのバリ地域にある村。東西に伸びているガルガラ山脈の東端北側のふもとに位置する。
主にワルサンガリ氏族のDubays氏族が住んでいる。スズ, タンタルなどの地下資源があると言われており、その利権を巡って地元住民とプントランド政府の争いがある。
近年ではイスラーム武装勢力のアル・シャバブがガルガラ山脈を拠点としているため、プントランド政府がマジヨハンなど周辺の村で時々掃討作戦を行っている。

## 歴史

### ソマリア内戦前
1948年、イギリス政府はイタリア領ソマリランドの占領政策の一環として、マジヨハンの採石場を取り壊した。
1970年代、ソマリア政府はマジヨハンの鉱石採掘権をブルガリアの会社に与えた:124。1979年には134トンの錫精鉱を生産したが、ブルガリアの会社が撤退したため放棄された。

### ソマリア内戦後
2006年、プントランドが送った軍部隊を含む地下資源調査チームがマジヨハンで地元の民兵に襲撃された。この戦闘で5人が死亡。それをきっかけに、ワルサンガリ氏族とプントランド政府との戦闘になった。兵力は、プントランド軍600、ワルサンガリ民兵80～100だった:126。ソマリランド政府がワルサンガリ民兵を支援したとも、そうでないとも言われている:128。この戦闘により、ワルサンガリ氏族がプントランド政府と距離を取り、マーヒルを設立するきっかけとなった:130。また、この争いに関連して、Caydiid Axmed Nuurがプントランドからソマリランドに亡命した。
マジヨハンの実業家マハメド・シード・アトムはワルサンガリ民兵に協力し、その後、軍指導者として急速に力を付けていった。
2017年10月、プントランド治安部隊Puntland Security Forceがガルガラ山脈のマジヨハンなどでアル・シャバブなどの掃討作戦を実施した。
2021年8月、プントランド海事警察はマジヨハンでアル・シャバブとISIS国に属する武装組織の掃討作戦を実施した。